# Rätt sak
Rätt Sak, även kallat Rätta saken (ryska: Правое дело, Pravoje delo), var ett liberalt politiskt parti i Ryssland under åren 2009–2016. Partinamnet är dubbeltydigt på ryska och betyder både "Rätt Sak" och "Högerns Sak". I mars 2016 ombildades partiet som Framgångspartiet (ryska: Партия Роста).
Partiet bildades den 18 februari 2009 genom en sammanslagning av partierna Högerkrafternas union, Medborgarkraft och Rysslands demokratiska parti. Partiet förespråkar en liberal fri marknadsekonomi, demokrati och värnandet om medelklassens rättigheter. Även om partiet allmänt betraktas som ett Kremlvänligt parti, så har man redan befunnit sig i opposition till presidentförvaltningen vid flera tillfällen.
I juni 2011 blev mångmiljardären Michail Prochorov partiledare. I september hölls dock två rivaliserande partikongresser och den ledande falangen avsatte Prochorov, vilken uppmanade alla partimedlemmar som stödde honom att lämna "detta nickedockeparti till Kreml".
Rätt sak ställde upp i parlamentsvalet 2011 där partiet dock bara fick 0,6 procent av rösterna vilket var långt ifrån småpartispärren på 7 procent.